# Probus római császár
Marcus Aurelius Equitius Probus (Sirmium, 232? – Sirmium, 282) a Római Birodalom császára volt 276-tól haláláig, 282-ig. Rátermett, igazságos uralkodó volt, de mindenekelőtt tehetséges hadvezér. Aurelianus után tovább szilárdította a birodalom biztonságát.  

## Életpályája

### A kezdetek
Sirmiumban született alacsony rangú családban, talán 232-ben (a történészek ezt arról becsülik, hogy ötvenéves lehetett, amikor meghalt). Apja bizonytalan, lehetett egy bizonyos Maximus, vagy egy kertész, Dalmatius.
Aurelianus császár uralkodása alatt emelkedett ki hadvezérként, a határt védte az alemannoktól. A következő császár, Tacitus alatt magas tisztséget töltött be Szíriában és Egyiptomban, az egyik forrás szerint a keleti főparancsnok (dux Orientis) volt.

### Császársága

#### Hatalmának megszerzése és megszilárdítása
Tacitus császár halála után nem fogadta el, hogy annak féltestvérét, Florianus praefectus praetoriot (a pretoriánus testőrség vezetőjét) választották utódjává. Azt állította, Tacitus őt szánta uralkodónak, és két-három hét múlva csapataival magát kiáltatta ki császárnak. A hadsereg nagyrésze mellé állt. Tarsus mellett a trónigénylők találkoztak, de Probus elkerülte az ütközetet ezért Florianus tűző napfénytől sújtott katonái elégedetlenségükből megölték vezérüket.
Miután az ellenállás megszűnt, Probus Rómába vonult ahol a szenátus megerősítette hatalmát. Ügyelt is arra, hogy tiszteletet mutasson az irányukba. Ezután megölette a megmaradt résztvevőit az Aurelianus elleni merényletnek.

#### Germánok elleni harcai
Az erős Aurelianus halálhírére a germánok újra fenyegető veszéllyé váltak, ez már Tacitus uralma alatt is kirajzolódott. A gótok és herulok beözönlöttek Anatóliába, arra hivatkozva, hogy Aurelianus hívta be őket, hogy támogassák a perzsák elleni hadjáratot. Probus súlyos és hosszú harc után kisebb hadseregével legyőzte a Neckar völgyéből érkező alemannokat és juthungokat. Ezalatt hadvezérei visszaszorították a Rajnán átkelő frankokat, ő maga pedig szintén a Neckar folyó felől jövő lugiak elleni egyéves hadjáratában elfogta vezérüket, Semnont, és visszatérítette azok foglyait és zsákmányukat. A burgundok és vandálok is támadásokat intéztek a Római Birodalom ellen, hogy kisegítsék barátaikat, de többségi létszámuk ellenére Probus megverte őket, elválasztva és külön-külön legyőzve csapataikat. Hasonló feltételeket szabott nekik is, de amikor azok visszatartották a hadifoglyokat ígéretük ellenére, a császár ismét harcba lendült, elfogva Igillust, az egyikük vezérét. Ezután kilenc másik főnök térdelt még le előtte, és tizenhatezer germánt soroztak be a hadseregbe. Hatvan galliai város került vissza római irányítás alá. A nagy diadalom után Probus felvette a Germanicus Maximus címet, ami annyit tesz, mint "germániai győző". 278-79-ben Illíriában visszavert egy újabb vandál betörést és a pénzérméin Restitutor Illyriciként, avagy Illyricum helyreállítójaként kezdte feltüntetni magát.

#### Keleti rendrakása

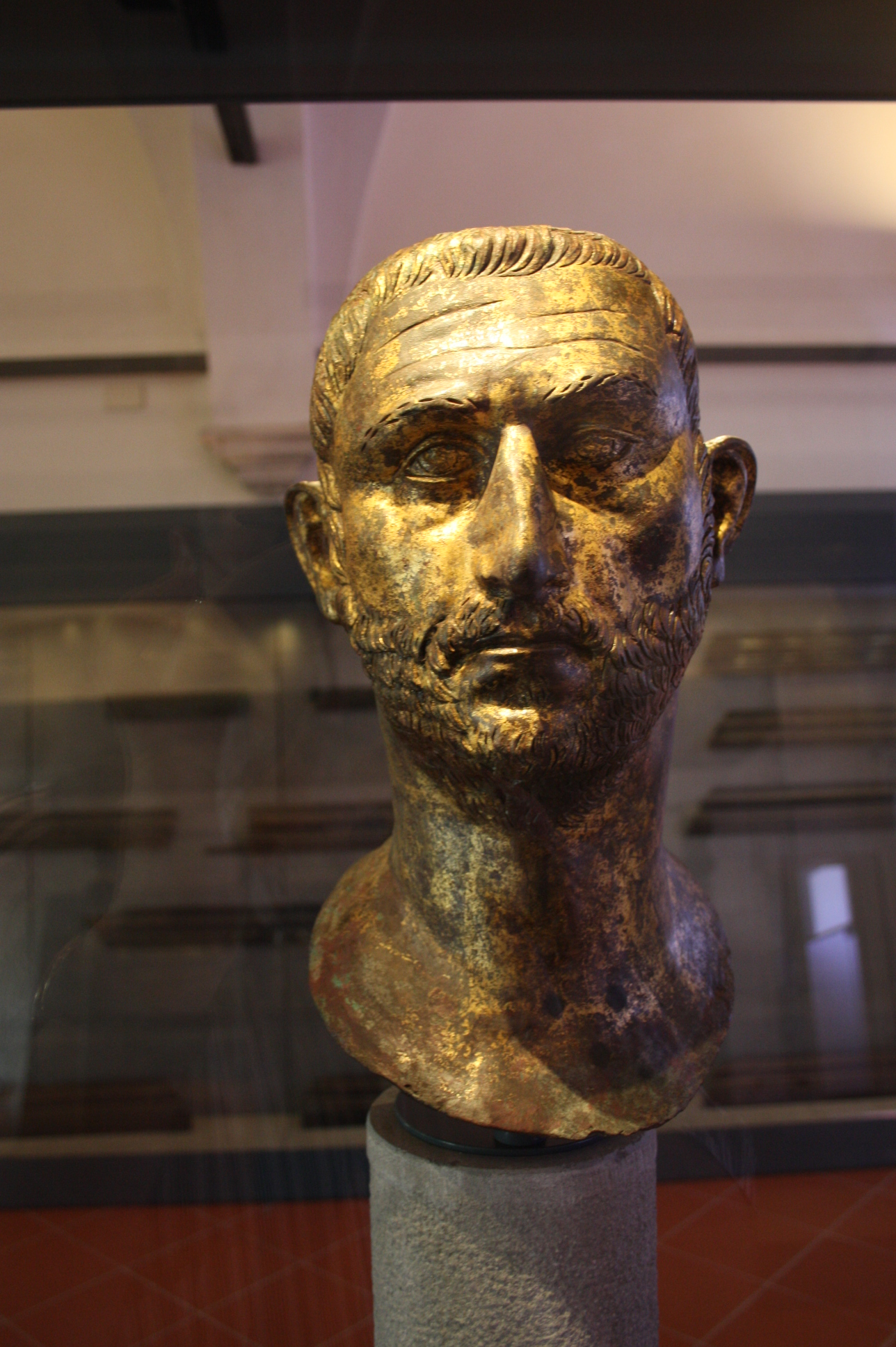
Probus bronz mellszobra Bresciában

277 és 280 között Mauretania Tingitana provinciában felkelt a baquatok törzse. 278-ban Isauriában (Lükiában és Pamphüliában) Cremna hegyi erődjében banditák egy csapata bebarikádozta magát. A hosszú ostromának ellenálltak, ameddig vezetőjük Lydius vagy Palfuerius meg nem halt egy nyílvesszőtől.
279-ben Núbiából a blemmik betörtek Egyiptomba és bevették Ptolemais meg Coptus (előbbit ellenállás nélkül) városát, de a helytartó végül el tudta űzni őket.
Ugyanebben az évben Probus keletre ment, ahonnan különböző zavargásokról értekezett. Julius Saturninus, egy ottani magas rangú tiszt Syria provinciában magát kezdte el császárnak nevezni és Apameában saját nevén veretett aranypénzt. Probus érkezésekor meggyilkolták, nem tudni, hogy az ő parancsára, vagy saját katonái végeztek vele. A császár nagy álma volt Mezopotámia visszaszerzése a Perzsa Birodalomtól, ami I. Sápúr halálával megvalósíthatónak tűnt. Egyelőre azonban nem tartotta észszerűnek az ellenségeskedés felélesztését, bár egy egyiptomi papirusz Persicus Maximusnak nevezi, így mégis sor kerülhetett valamiféle összecsapásra. II. Bahrám új perzsa király—aki még nem konszolidálta a hatalmát—által küldött ajándékokat visszautasította, de fegyverszünetet kötött vele 280-ban. Ez mindkét uralkodónak előnyös volt.

#### Visszatérése Európába és halála
Sietősen tért vissza Európába, hogy az új gondokkal szembenézzen. Amint Trákiába ért, letelepített százezer basztarnát (rajtuk kívül még gepidákat, gótokat és vandálokat is) a birodalmon belül. Ez azért volt hasznos, mert a határmenti barbár telepek ütközőzónát képeztek a határon túli ellenség és a romanizált tartományi lakosság között. A basztarnák nem voltak római állampolgárok, a császári birtokokon dolgoztak colonusként.
Ezután Galliába eredt, hogy végét vegye két hűtlen hadvezére lázadásának. Állítólag az egyiket, Proculust elárulták a császárnak, a másik, Bonosus pedig öngyilkos lett amikor számára kedvezőtlen katonai helyzet alakult ki. Britannia helytartója is szembeszegült vele, de a lojalista, mauretaniai születésű Victorinus megbuktatta.

281 végefelé visszatért Rómába pompás diadalmenettel. Megkezdte hadserege felduzzasztását, hogy a perzsák elleni hadjáratát véghez vihesse. Katonáit békeidőben is keményen dolgoztatta, például kitisztíttatta velük a földeket új szőlőskertek számára. Idősebb tisztjeit ezzel elidegenítette magától, így Raetiában és Noricumban Carust, a praefectus praetoriot kiáltotta ki császárnak a hadsereg. Probus a felkelők ellen kiküldött egy különítményt, de az átpártolt hozzájuk. Saját csapatai elől is egy toronyba kellett menekülnie, ahova azonban betörtek és megölték.

#### Építőtevékenysége
Probus császár a germánok fölött aratott győzelme után új erődítményeket építtetett a Rajna mentén, többek között Novimagus (ma Nijmegen), Rigomagus (ma Remagen), Aquae Mattiacorum (ma Wiesbaden), és Castellum Mattiacorum (ma Kastel) településeiben. A Felső-Rajna és a Duna közötti nehezen védhető határszakaszra sok őrtornyot (burgust) telepíttetett. A La Manche két partján már a 2. század végétől castellumok és kikötőerődítések feküdtek, hogy védhetőek legyenek a szász kalózoktól. Probus ezeket reparálta, megerősítette és többet csináltatott. Lovasalakulatok is települtek melléjük, amik gyorsan le tudtak csapni a partraszállókra. Számos más város is be lett erődítve Probus uralma idején, mint Samarobriva (ma Nantes), Genava (ma Genf), Augusta Vindelicorum (ma Augsburg), Barcino (ma Barcelona), Bostra, Scarbantia (ma Sopron), Savaria (ma Szombathely), Poetovio (ma Ptuj), Sopianae (ma Pécs), vagy a császár szülőhelye, Sirmium (ma Szávaszentdemeter).
Afrikában támogatta az olajfaültetéseket, Galliában, Hispániában, Pannóniában, és Moesiában pedig szőlőt ültettetett. Ezzel elősegítette a támadások által folyamatosan súlytott területek gazdasági talpraállását. Antiochiában ingyenételt osztott a lakosságnak, Rómát egy új híddal gazdagította, Pannóniában mocsarat csapoltatott le. Egyiptomban két fontos munkát végzett: a Nílus szabályozása és egy csatorna építése. Tovább haladt az Aurelianus által megkezdett útfelújítási programmal is.